# Дюнвальд
Дюнвальд (нім. Dünwald) — громада в Німеччині, розташована в землі Тюрингія. Входить до складу району Унструт-Гайніх.
Площа — 28,85 км2. Населення становить 2257 ос. (станом на 31 грудня 2021).